# Paint Rock (Teksas)
Paint Rock – miasto w Stanach Zjednoczonych, w stanie Teksas, w hrabstwie Concho. W 2000 roku liczyło 320 mieszkańców.